# Serekunda
Serekunda (či také Serrekunda) je největší město Gambie, ležící jihozápadně od Banjulu. Při sčítání lidu v roce 1983 zde žilo 70 435 obyvatel, při dalším sčítání v roce 1993 pak 194 987 obyvatel. V roce 2008 již v této gambijské metropoli mělo podle odhadu žít 368 110 obyvatel. Město je známé svým trhem, kapokem a zápasnickou arénou. Mezi předměstí patří Kanifing, Labrikunda, Sukuta a London Corner.
Město založili v 17. století portugalští kolonisté, v 18. a 19. století jej dále rozvíjeli Britové.